# Valley Village
Valley Village est un quartier de Los Angeles, situé dans l’État de Californie.